# Арабхана
Арабхана (узб. Arabxona / Арабхона) — посёлок городского типа, расположенный на территории Бухарского района Бухарской области Республики Узбекистан.

Статус посёлка городского типа с 2009 года.